# Ammobates nigrinus
Ammobates nigrinus är en biart som beskrevs av Morawitz 1875. Ammobates nigrinus ingår i släktet Ammobates och familjen långtungebin. Inga underarter finns listade i Catalogue of Life.